# Rețeaua comisiilor parlamentare pentru egalitate de șanse între femei și bărbați

### Istoric
Conferința comisiilor parlamentare responsabile de politica Egalitații de Șanse între femei și bărbați în statele membre ale Uniunii Europene și în Parlamentul European (NCEO) sa întâlnit pentru prima dată la 22 și 23 mai 1997. Aceasta a fost o inițiativă a "Comité d'avis" pentru egalitatea de șanse între Femeile și bărbații din Senatul Belgiei, susținuți de Comisia Europeană. Această "rețea" a comitetelor parlamentare a fost creată în cadrul  Conferinței interguvernamentale, care a condus la Tratatul de la Maastricht.  Ce a avut ca scop consolidarea drepturile femeilor si ale barbatilor la egalitate in tratetele din cadrul Uniunii Europene.
O recomandare, adoptată în unanimitate de către comisiile reprezentate la prima întilnire a NCEO, a sugerat:
- introducerea unui nou articol din tratat care să afirme dreptul femeilor și al femeilor;
bărbați la egalitate cu efect direct
- crearea unei politici UE privind egalitatea de gen care să fie pusă în aplicare prin intermediul unor măsuri pozitive prin integrarea egalității de gen în toate politicile Uniunii Europene (Mainstreaming).
Tratatul de la Amsterdam a luat în considerare unele recomandări (integrarea, articolul 3 din Tratatul CE, consolidarea dispozițiilor privind egalitatea profesională; cu acțiuni pozitive - articolul 141), dar nu a păstrat direct articol efectiv care sancționează dreptul la egalitate între femei și bărbați în toate domeniile.
După o serie de întâlniri anuale care au contribuit la creșterea înțelegerii în privința problemelor legate de interesul comun, pregătirea unui proiect de Constituție de către Convenția europeană oferă OCEE oportunitatea de a-și atinge obiectivul inițial de consolidare egalitatea în tratatele fondatoare ale Uniunii Europene.

### Obiective
- • Îmbunătățirea comunicării, schimbul de idei și de informații căt și intelegerea comuna intre membrii consiliilor parlamentare responsabili de drepturile femeilor.
- • Intensificarea dezbaterilor intre experții aleși pe egalitatea de șanse din cadrul Uniunii Europene
- • Monitorizarea politicilor europene privind egalitatea de  gen în activitatea parlamentară.

### Mod de funcționare
Rețeaua NCEO, până în prezent, a organizat întâlniri anuale organizate de parlamentul țării care deține președinția Consiliului în al doile-a semestru a fiecărui an. Crearea NCEO și pregătirea a mai multor întâlnirile anuale s-au bucurat de sprijinul financiar al comunității de cinci ani programe de acțiune pentru egalitatea de gen gestionate de Comisia Europeană - Direcția Generală Ocuparea Forței de Muncă și Afaceri Sociale, Unitatea pentru Egalitatea de Șanse.

### Reguli de procedura
Principiile de bază ale rețelei de cooperare au fost stabilite la reuniunea președinților comisiilor parlamentare competente, cu o zi înainte de primul congres NCEO. Următorul regulament de procedură pentru conferință a fost adoptat la deschiderea primei reuniuni la Bruxelles, la 22 mai 1997, și completat la următoarele reuniuni (cea de-a doua reuniune din 30 octombrie 1998 în Parlamentul Portughez de la Lisabona): 
1. Conferința va avea loc o dată pe an
2. Președinția va fi reprezentata de catre membrii parlamentari ai statelor membre ale UE. Președinția Conferinței va fi purtată, după etapa de dezvoltare, care va termina în 2001, de către Președinția UE.
3. Comitetul parlamentar care deține președinția NCEO  trebuie să asigure publicarea buletinelor informative trimestriale, să actualizeze și să pună pe deplin funcționalitatea site-ului NCEO. Dacă statul membru menționat mai sus nu poate  fi organizat de președinția NCEO, aceasta va fi ținută de Președinția UE în semestrul I al aceluiași an.
4. Concluziile publicate de Președinție vor fi rezultatul recunoașterii consensului statelor membre UE de către Președinție în sesiunea plenară a Conferinței.
5. Revizuirea acestui regulament va face obiectul unei propuneri scrise depusă de unul sau mai multe comisii parlamentare competente, adresate tuturor celorlalte comisii parlamentare competente ale statelor membre ale UE și ale PE. Propunerea se înscrie pe ordinea de zi a primei conferințe după prezentarea propunerii. Adoptarea propunerii revizuite se va efectua prin intermediul[3]

consens